# Фельдмаршал
Фельдма́ршал (нім. Feldmarschall, «польовий маршал») — вище військове звання (чин) в арміях Австро-Угорщини, Великої Британії та деяких інших держав. У ЗС США та деяких інших держав відповідає званню (чину) генерал армії.

## Опис
Протягом усієї історії свого існування як військового звання займало проміжне становище між найвищим чином (званням) генералісимуса та повного генерала (генерал-полковника).
Вперше титул фельдмаршала для головного воєначальника з'явився в державі, утвореній Тевтонським орденом у XIV столітті. Пізніше існував у Пруссії. У XVI столітті в німецьких державах, а у XVII столітті в Австрії і Росії було введено звання (чин) генерал-фельдмаршала, яке присвоювалося головнокомандувачем сухопутних армій за особливі заслуги під час війни.
До 1941 чин фельдмаршала (генерал-фельдмаршала) був вищим військовим званням в армії і ВПС Німеччини (у флоті відповідав званню «Грос-адмірал»). У період Другої світової війни у Німеччині звання генерал-фельдмаршала мали 26 генералів.
У Великій Британії звання (чин) фельдмаршала з'явилось у 1736 (у 1996 встановлено, що це звання може бути присвоєно тільки у воєнний час та за видатні заслуги під час війни, у мирний час не використовується).
Звання (чин) фельдмаршала та звання (чини) прирівняні до нього мушир, (англ. mushir), воєвода (Сербія), генерал-капітан, фарік (англ. fariq) використовуються в Австралії (почесне звання, присвоєно в 1954 принцу Філіпу, герцогу Единбургському), Афганістані, Бангладеш, Бразилії (13 травня 2009 помер єдиний володар даного звання в країні маршал Вальдемар Леві Кардозу, звання присвоєно в 1966), Брунеї (окрім існуючого звання фельдмаршала, існує вище військове звання (чин) присвоєне султану Брунея, яке приблизно відповідає чину генералісимуса), Бутані, Гані, Єгипті, Ємені, Йорданії (носіями звання є зазвичай королі Йорданії або члени королівської родини), Лесото, Малайзії, Монголії, Нігерії, Новій Зеландії (почесне звання, присвоєно в 1954 принцу Філіпу, герцогу Единбурзькому), Омані, Північній Кореї, Португалії (почесне звання), Саудівській Аравії, Свазіленді, Судані, Таїланді.
Звання (чин) фельдмаршала існувало в Албанії, Заїрі (присвоєно президенту країни Мобуту Сесе Секо в 1983), Ефіопії, Іраку (1979–2003, останній володар звання — президент Іраку Саддам Хусейн, звання присвоєно в 1979), Ірані, Іспанії (в країні існує звання генерал-капітан яке приблизно відповідає званню фельдмаршала; це звання мали: Франсіско Франко (1938), Агустин Муньос Грандес (1956) та Каміло Алонсо Вега (1972), сьогодні це звання має тільки король Іспанії (з 1975) як Верховний Головнокомандувач), Камбоджі, Канаді (до 1968), Китаї (до 1965), Мозамбіку (1975–1990) (президент Мозамбіку Самора Машел мав звання маршала), Непалі, Нігерії, Омані, ПАР, Північному Ємені (1962–1990), Португалії (почесне звання), Сербському королівстві, Судані, Тунісі, Уганді (в 2003 помер єдиний володар звання, президент країни Іді Амін, звання присвоєно в 1975), Філіппінах (в 1937 звання присвоєно Дугласу Макартуру), Фінляндії, Чилі (останнім володарем звання генерал-капітан, що прирівнюється до звання фельдмаршала був Августо Піночет), Югославії (єдиним володарем звання був Йосип Броз Тіто).